# Meškuičiai
Meškuičiai is een plaats in het Litouwse district Šiauliai. De plaats telt 1218 inwoners (2001).